# Рідний дім
«Рідний дім» — українська політична партія.

## Історія
Зареєстрована партія 24 квітня 2015 року під назвою «Капіталістична партія України». Про створення партії оголосив міський голова Чернігова Владислав Атрошенко, і 15 вересня 2015 року перейменована на «Рідний дім».